# Franky
Franky (フランキー?, Furankī) è uno dei protagonisti del manga One Piece, scritto e disegnato da Eiichirō Oda, e delle sue opere derivate. Nell'edizione italiana dell'anime il suo nome viene pronunciato Frenky.
Il suo vero nome è Cutty Flam (カティ・フラム?, Kati Furamu) ed era un tempo allievo di Tom. Venne investito nel tentativo di arrestare il treno marino Puffing Tom, sul quale il suo maestro veniva condotto via per essere giustiziato, e per sopravvivere fu costretto a modificare il proprio corpo, trasformandosi in un cyborg. In seguito diviene il boss della Franky Family, un'organizzazione di smantellatori di navi. Il suo sogno è quello di costruire una nave in grado di solcare qualsiasi mare. È il carpentiere della ciurma di Cappello di paglia, nonché il costruttore della loro seconda nave, la Thousand Sunny.

## Concezione e sviluppo
Originariamente il carpentiere della ciurma di Cappello di paglia era ben diverso dall'attuale Franky: era infatti un uomo piuttosto piccolo, pelato e dalla bocca larga e sottile. Franky inizialmente doveva essere un uomo che ha passato parecchi anni in galera, in grado di costruire armi ma non di utilizzarle, chiamato Golem: era piuttosto magro, non molto muscoloso e, a differenza di Franky, indossava i pantaloni.
Oda ha rivelato che nel disegnare la saga di Water Seven le uniche scene già prefissate erano la distruzione della Merry e l'unione di Franky alla ciurma; ha inoltre rivelato che voleva che i lettori identificassero erroneamente Franky come antagonista, disegnandolo quindi in maniera tale da renderlo inizialmente odioso.
Franky è stato doppiato in giapponese da Kazuki Yao. In seguito al ritiro dell'attore, a fine 2024, il ruolo è passato a Subaru Kimura. Nelle scene da bambino il personaggio è stato invece doppiato da Junko Noda. In italiano è doppiato da Riccardo Rovatti, Leonardo Graziano (bambino) e Paolo De Santis (bambino, ep. 256-309).

## Biografia del personaggio

### L'infanzia, la Franky Family e l'incontro con Rufy
Franky nacque con il nome di Cutty Flam nel Mare Meridionale. I suoi genitori erano dei pirati che lo abbandonarono a Water Seven: qui venne adottato da Tom, un uomo-pesce carpentiere noto per aver costruito la nave del Re dei pirati Gol D. Roger, la Oro Jackson. Franky crebbe assieme a Tom, ad Iceburg (ragazzo anch'egli adottato che diventa presto il suo rivale e che lo soprannomina "Franky"), alla sirena Kokoro e al rospo gigante Yokozuna, imparando il mestiere di carpentiere. Nel corso della sua giovinezza costruì trentacinque navi da combattimento, chiamate "Battle Franky". Dopo la condanna di Roger, Tom venne raggiunto da alcuni funzionari del Governo mondiale, tra cui Spandam, e accusato di aver aiutato il Re dei pirati: in realtà Spandam voleva entrare in possesso dei progetti dell'arma ancestrale Pluton custoditi da Tom, e questi li consegnò ad Iceburg e Franky per evitare che cadessero nelle sue mani. Durante il processo al carpentiere venne concessa un'amnistia se fosse riuscito a costruire un Treno Marino, il Puffing Tom, in grado di collegare Water Seven a Enies Lobby, isola giudiziaria del Governo: alla conclusione dei lavori Spandam, per evitare il rilascio di Tom, ruba le Battle Franky e assalta la nave del Governo, facendo ricadere la colpa su Franky. Per proteggerlo Tom si autoaccusa del fatto, chiedendo che l'amnistia venisse usata per annullare quel capo d'accusa anziché la costruzione della Oro Jackson, dichiarandosi fiero di aver aiutato Roger. Franky, pieno di rimorso, decise di provare a fermare il treno marino che trasportava Tom ad Enies Lobby, finendo però investito. In fin di vita si imbatté nel relitto di una nave: utilizzando i rottami sostituì le parti del corpo che aveva danneggiato e si impiantò delle armi, diventando un cyborg. Tornato a Water Seven fondò la Franky Family, raggruppando tutti i poveri che vivevano nei bassifondi: essi si autoproclamarono cacciatori di taglie e iniziarono a smantellare le navi che catturavano. Passati alcuni anni rincontrò Iceburg che gli consegnò i progetti di Pluton per nasconderli al Governo.
Quando la ciurma di Cappello di paglia sbarca a Water Seven, la Family assale Usop per rubargli i duecento milioni di berry che aveva con sé: per vendicarsi, il capitano Rufy assale e distrugge il quartier generale della banda, scatenando l'ira di Franky che lo sfida in un combattimento che viene però interrotto. Il cyborg rapisce quindi Usop sperando in una rivincita, ma entrambi vengono catturati dalla CP9, poiché questi avevano scoperto che Franky possiede i progetti di Pluton. Franky viene condotto a Enies Lobby sul Treno marino assieme a Usop e a Nico Robin, consegnatasi per proteggere i compagni. Temporaneamente liberato da Sanji affronta e sconfigge Nero, per poi essere catturato nuovamente. A Enies Lobby scopre che Spandam ha intenzione di sfruttare Robin per trovare l'arma Pluton originale, e di ottenere i progetti per impedire che ne venga costruita una seconda per contrastarlo. Liberato dal rocambolesco arrivo di Rufy e compagni, dopo essersi accertato che Robin non ha intenzione di rivelare l'ubicazione di Pluton, distrugge i progetti; affronta e sconfigge poi Fukuro, per poi liberare Robin vendicandosi nel mentre anche di Spandam. Tornati a Water Seven propone alla ciurma di Rufy di costruire loro una nuova nave, la Thousand Sunny, in sostituzione della loro Going Merry, andata distrutta durante la fuga da Enies Lobby. Dopo aver scoperto di avere una taglia sulla testa si lascia convincere, inoltre, a unirsi a loro come carpentiere.
A Thriller Bark aiuta Brook a recuperare la sua ombra, rubatagli da Gekko Moria. Alle isole Sabaody partecipa agli scontri alla casa d'aste e alla comparsa di Orso Bartholomew viene spedito sull'isola di Karakuri, luogo di nascita dello scienziato di punta della Marina, il dottor Vegapunk; qui accidentalmente innesca l'autodistruzione del suo laboratorio. Rimasto coinvolto nell'esplosione, utilizzando gli armamentari trovati in una parte segreta del laboratorio ricostruisce le parti del corpo danneggiate. Ricevuto il messaggio di Rufy sul loro prossimo incontro, sfrutta i due anni successivi per costruirsi nuovi potenziamenti e nuovi equipaggiamenti per la Sunny.

### Il Nuovo Mondo
Ritornato alle Sabaody, Franky si dirige alla Sunny, dove incontra Orso Bartholomew in guardia alla nave. Chieste spiegazioni a Silvers Rayleigh scopre la verità sulle azioni del membro della Flotta dei Sette, per poi rivelarla alla ciurma. Dopo essere riusciti a sfuggire alla Marina, si dirigono all'isola degli uomini-pesce, dove contribuiscono a sventare una cospirazione ai danni del regno da parte di Hody Jones e dei suoi pirati. Giunti nel Nuovo Mondo, sbarcano a Punk Hazard, dove si alleano con la ciurma dei pirati Heart capitanata da Trafalgar Law al fine di rovesciare l'Imperatore Kaido. Qui catturano lo scienziato Caesar Clown, produttore di frutti del diavolo artificiali e protetto di Donquijote Do Flamingo, il quale si arricchisce vendendo tali frutti al mercato nero e in particolar modo proprio a Kaido. Incontrano inoltre il samurai Kin'emon e Momonosuke, che si uniscono a loro. A Dressrosa, incontra Kyros e il popolo dei Tontatta e li guida a distruggere la fabbrica di frutti artificiali; qui affronta e sconfigge Señor Pink. Giunti a Zo scoprono che Sanji, separatosi da loro a Dressrosa assieme a Nami, Brook e Chopper, è stato rapito dall'Imperatrice Big Mom: mentre Rufy, accompagnato da Nami, Brook, Chopper e dai visoni Pedro e Carrot, si dirige a salvare il cuoco, il resto della ciurma si dirige con Law e i samurai Kin'emon, Kanjuro e Raizo al paese di Wa, per preparare l'offensiva contro Kaido
A Wa Franky e gli altri scoprono la verità su Kin'emon e sui suoi compagni, apprendendo anche della storia di Kozuki Oden, ex membro della ciurma di Roger e padre di Momonosuke. Franky si occupa poi della costruzione delle navi per l'assalto a Onigashima, sede della ciurma di Kaido. Durante l'attacco affronta e sconfigge Sasaki per poi soccorrere Zoro, in fin di vita dopo gli scontri con Big Mom, Kaido e King. Salpata da Wa, dopo aver incontrato Jewelry Bonney ed essere giunta a Egghead la ciurma incontra il dottor Vegapunk, che chiede a Rufy di aiutarlo a fuggire dall'isola consapevole che il Governo stia cercando di ucciderlo per le sue ricerche sul secolo buio: intercettati dalla CP0 e dai Cinque Astri di Saggezza riescono a fuggire aiutati dai pirati Guerrieri Giganti.

## Descrizione

### Aspetto fisico
Inizialmente, quando era apprendista di Tom, era un ragazzo magro dai capelli azzurri; a seguito dell'incidente e della sua trasformazione in cyborg, il suo aspetto diventa più singolare: Franky infatti presenta il naso completamente metallico, gli avambracci più grandi del normale con tatuata sopra una stella blu e i capelli acconciati con un ciuffo alla Elvis. Dopo i due anni di allenamento, durante i quali resta coinvolto in un'esplosione vedendosi costretto a rimpiazzare molte delle sue parti del corpo, diventa ulteriormente più eccentrico: il torace è molto più massiccio del normale e solcato da due cicatrici verticali, le braccia sono completamente robotiche e sono costituite da due grandi sfere rosse per spalle, due scatole metalliche come avambracci sulle quali è disegnata metà di una stella gialla e due enormi mani robotiche rosse, dalle quali fuoriescono delle mani più piccole per i lavori di precisione. Inoltre, premendo il naso per tre secondi, può modificare lunghezza e acconciatura dei capelli. È solito vestirsi solamente con giacchette a maniche corte, tenute sempre sbottonate, e un paio di slip. Alla prima apparizione ha 34 anni.

### Personalità
(Tipica esclamazione di Franky)
Franky è un personaggio eccentrico, immaturo e spesso irresponsabile, ma tende a comportarsi come una sorta di "fratello maggiore" con i suoi compagni, prima con la Franky Family e in seguito con la ciurma di Rufy. A causa del suo abbigliamento spesso viene definito un pervertito, cosa che lo esalta enormemente. Sebbene tenti in ogni modo di dimostrarsi un duro, spesso scoppia a piangere quando sente una storia toccante o quando è felice, mentre quando è euforico si mette in posa, unendo gli avambracci sopra la testa e piegando di lato un ginocchio; il doppiatore americano di Franky, Patrick Seitz, lo ha descritto come "grosso, rumoroso ed emotivo".
È molto legato alla memoria di Tom, che lo ha adottato e lo ha reso suo allievo: dopo la sua morte, sentendosi responsabile, ha fondato la Family con l'intento di tenere alla larga i pirati dalla città che il suo maestro tanto amava, autodefinendosi cacciatori di taglie. Il suo sogno è seguire le orme di Tom, costruttore della Oro Jackson, creando una nave in grado di solcare qualsiasi mare.

### Taglia
La sua prima taglia, assegnatagli dopo gli eventi di Enies Lobby, è di 44 milioni di berry. Dopo i fatti di Dressrosa sale a 94 milioni e sul suo avviso di taglia compare la foto del Generale Franky. Dopo le vicende del Paese di Wa, la taglia aumenta a 394 milioni e la foto del generale Franky viene sostituita da una della Thousand Sunny, con grande disappunto di Franky.

## Poteri
Quando ha ricostruito il suo corpo, Franky vi ha inserito una gran quantità di armi e potenziamenti, quali mitragliatori, cannoni, lanciafiamme e cannoni ad aria compressa. Inoltre ha reso il suo corpo interamente d'acciaio, ottenendo così una grande resistenza ai colpi e un'invulnerabilità pressoché totale, e ha fatto sì che i suoi potenziamenti avessero come carburante la cola, essendone particolarmente ghiotto. Ciò costituisce anche una limitazione: se rimane "a secco", infatti, i suoi attacchi perdono potenza; altro punto debole è la schiena perché, essendosi operato da solo, non ha potuto modificarla in alcun modo. Durante i due anni di allenamento ha migliorato il suo corpo utilizzando le conoscenze di Vegapunk, potendo sparare raggi laser e sfruttare tecnologie più avanzate; pare inoltre abbia risolto il problema della cola, ma non è riuscito comunque a rinforzarsi la schiena.
 Durante i due anni, oltre ad essersi potenziato, ha costruito un robot da combattimento chiamato Generale Franky (フランキー将軍?, Furankī Shogun) sfruttando una particolare lega metallica, il wapometal. Tale robot è in realtà costituito da due parti, che prese singolarmente sono due dei veicoli in dotazione alla Sunny: il rinoceronte nero F.R. U-4 (クロサイFR-U4?, Kurosai Efuāru-Yū Yon), una moto a forma di rinoceronte, e il Brachio tank V (ブラキオタンク5?, Burakio Tanku Go), un carrarmato a forma di dinosauro. Il Generale Franky è dotato di una spada detta Franken (フラン剣?, Furanken) e di un cannone ad aria compressa detto General Cannon (将軍大砲?, Jeneraru Kyanon).

## Accoglienza
Nel sondaggio del 2006 è risultato il 13° personaggio più amato di One Piece. Nel sondaggio di popolarità dei personaggi di One Piece del 2014 si è classificato 16º. Nel sondaggio del 2017 si piazza al 20º posto pari merito con Marco.
Carl Kimlinger di Anime News Network ha descritto il combattimento tra Franky e Fukuro come una "bizzarra vetrina per il bizzarro set di mosse" del personaggio, apprezzando soprattutto l'insensatezza e l'inusualità di alcuni attacchi del cyborg.

### Nella cultura di massa
È prevista l'installazione di una statua raffigurante Franky a Kumamoto, città natale di Oda: la statua fa parte di una serie raffigurante i membri della ciurma di Cappello di paglia pensata come ringraziamento all'autore per il sostegno dato alla città durante il terremoto del 2016. Il pesista statunitense Payton Otterdahl alle Olimpiadi di Tokyo 2020 ha omaggiato One Piece mettendosi nella tipica posa di Franky e urlando la sua esclamazione, ottenendo i ringraziamenti di Oda e dello staff del manga.